# Зиглер, Филип
Филип Сандеман Зиглер (англ. Philip Sandeman Ziegler; 24 декабря 1929[…], Рингвуд, Гэмпшир — 22 февраля 2023, Лондон) — британский писатель-историк, биограф британских деятелей и деятельниц, в частности лорда Маунтбаттена (1985), премьер-министров Гарольда Вильсона (1993) и Эдварда Хита (2010).

## Биография
Родился 22 февраля 1929 года в Рингвуде, Гэмпшир, в семье отставного армейского майора. Окончил Итонский колледж и с отличием — оксфордский Нью-колледж (1951), где изучал право. После службы в Королевской артиллерии поступил в 1952 году в Форин-офис, работал дипломатом в Лаосе, Париже и Претории. В 1960 году женился. В 1966 году направлен в Боготу (Колумбия), где год спустя при столкновении с вооружёнными грабителями его супруга была убита, а сам он — тяжело ранен. Оставил дипломатическую службу и устроился работать редактором к тестю, крупному издателю (William Collins), прошёл путь до главного редактора компании. С 1980 года стал профессиональным писателем.
Автор более 20 книг. Уже будучи дипломатом неуспешно испробовал себя в художественной литературе, после чего обратился к нон-фикшн.
Единственной его книгой о досовременной истории стал труд о Чёрной смерти, вышедший в 1969 году и ставший хитом продаж. Перед тем он успел выпустить две биографии. Впоследствии публиковал и другие: светской красавицы 1920-х годов леди Дианы Купер (1981), Маунтбаттена (1985), Эдуарда VIII (1990), Гарольда Вильсона (1993), Хита (2010), Георга VI (2014).
Повторно женился в 1971 году, в 2017 году жена Зиглера скончалась. Остались сын и дочь от первого брака и сын от второго.
Зиглер умер от рака 22 февраля 2023 года в возрасте 93 лет.